# Stawiszcze (Czeremcha)
Stawiszcze est un village de Pologne, situé dans la gmina de Czeremcha, dans le Powiat de Hajnówka, dans la voïvodie de Podlachie.

## Source
- (en) Cet article est partiellement ou en totalité issu de l’article de Wikipédia en anglais intitulé « Stawiszcze, Gmina Czeremcha » (voir la liste des auteurs).

1. ↑  (pl) « Gmina Czeremcha (podlaskie) » mapy, GUS, nieruchomości, szkoły, regon, kody pocztowe, bezrobocie, wypadki drogowe, wynagrodzenie, zarobki, tabele, edukacja, demografia, przedszkola, statystyki », sur Polska w liczbach (consulté le 28 juillet 2025)